# Hiro Matsuda
Yasuhiro Kojima (小島 泰弘, Kojima Yasuhiro) (né le 22 juillet 1937 à Yokohama, Préfecture de Kanagawa- ± le 27 novembre 1999 à Tampa, Floride) est un catcheur ou lutteur professionnel, entraîneur et manager de catch japonais.
Formé par Rikidōzan il a lutté au sein de sa fédération, la Japan Pro Wrestling Alliance (en) avant d'aller aux États-Unis où il s'est fait connaître sous le nom d'Hiro Matsuda principalement au sein de la Championship Wrestling of Florida, un des territoires de la National Wrestling Alliance dont il a été le promoteur de 1985 à 1987. Il s'est aussi fait connaître comme entraîneur, formant beaucoup de catcheurs, les plus célèbres étant Keiji Mutō et Hulk Hogan.

## Biographie

### Jeunesse
Avant de devenir catcheur, Kojima fait partie de l'équipe de baseball de son lycée.

### Carrière de catcheur
Kojima commence à s'entrainer pour devenir catcheur au dojo de la Japan Pro Wrestling Alliance (en) auprès de Rikidōzan. Il y fait ses débuts en 1957 et quitte cette fédération rapidement. Il poursuit son entraînement en faisant du karaté avant de partir au Pérou puis au Mexique sous le nom d'Ernesto Kojima.
Après quelques mois d'entrainement, il part aux États-Unis où il incarne un heel.

### Après-carrière
Atteint d’un cancer du côlon, il meurt le 27 novembre 1999.